# Acaudaleyrodes
Acaudaleyrodes es un género de insectos hemípteros de la familia Aleyrodidae, subfamilia Aleyrodinae. El género fue descrito primero por Takahashi en 1951. La especie tipo es Acaudaleyrodes pauliani.

## Especies
La siguiente es la lista de especies pertenecientes a este género.
- Acaudaleyrodes africanus (Dozier, 1934)
- Acaudaleyrodes ebeni Manzari & Alemansoor, 2005
- Acaudaleyrodes pauliani Takahashi, 1951
- Acaudaleyrodes rachipora (Singh, 1931)
- Acaudaleyrodes tuberculata Bink-Moenen, 1983